# Amerikaanse katoen
De Amerikaanse katoen (Gossypium barbadense) is een plant uit de kaasjeskruidfamilie (Malvaceae).
Het is een 1–4 m hoge struik met zwak verhoute twijgen. Alle vegetatieve delen van de plant zijn bedekt met zwarte olieklieren. De bladstelen hebben snel afvallende steunblaadjes. De bladeren zijn langgesteeld en meestal drielobbig, maar ook wel ongelobd of vijflobbig. De bladschijf is 5–15 cm lang en breed met spitse lobben. De zijdelingse lobben zijn meestal kleiner dan de middelste. Meestal zijn er vijf hoofdnerven, die vanuit de hartvormige voet uitstralen.

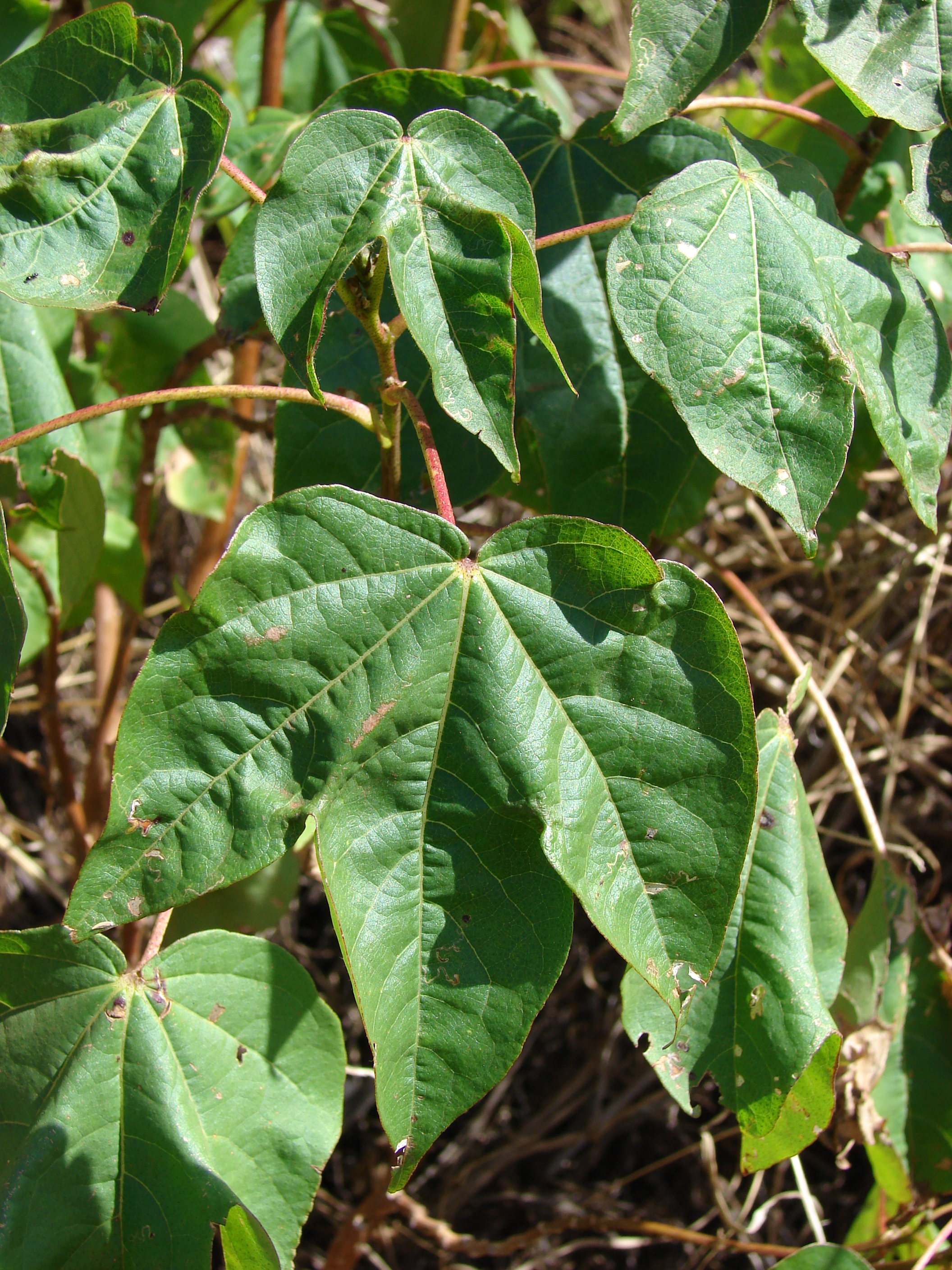
Bladeren

De bloemen staan solitair in de bladoksels. De drie buitenkelkbladen hebben een hartvormige voet en lange, spitse tanden. Ze omgeven de bekervormige, bijna ongetande kelk. De bloemkroon is trechtervormig. De vijf kroonbladeren zijn ineengedraaid en 3,5-5,5 cm lang. Ze hebben een purperen vlek aan de voet en verkleuren tijdens de bloei van geel naar roze tot rood. In het midden van de bloem bevindt zich een centrale zuil met talrijke meeldraden en drie stempels.
De vruchten zijn eivormig, toegespitst, 3–6 cm lang, gegroefd en driehokkig. De zaden zijn bedekt met zaadpluis, dat gemakkelijk loslaat.
De Amerikaanse katoen is afkomstig uit tropisch Amerika. De soort wordt overal ter wereld in warme gebieden gekweekt. Meestal worden er grote plantages aangelegd. De plant schijnt in Peru al minstens 10.000 jaar in cultuur te zijn waarmee het een van de oudste cultuurplanten zou zijn.